# کانن اس‌ایکس ۲۲۰ اچ‌اس

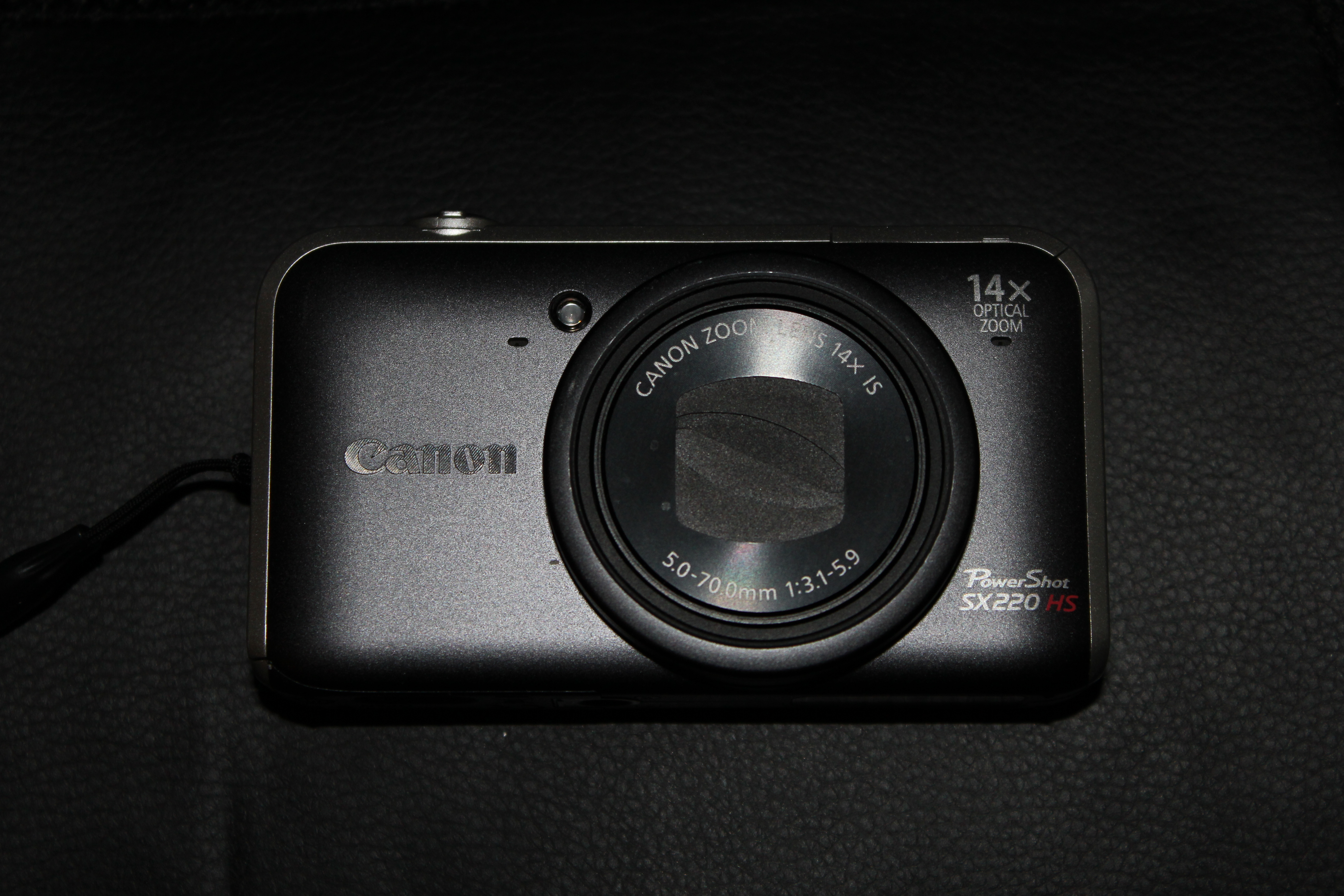

کانن اس ایکس ۲۲۰ اچ اس (به انگلیسی: Canon SX220 HS) دوربین جدید و نیمه حرفه‌ای (کامپکت پیشرفته) شرکت کانن می‌باشد که پس از فروش موفق دوربین کانن اس ایکس ۲۱۰ به بازار آمده‌است و در رده دوربین‌های کامپکت پیشرفته کانن قرار می‌گیرد. این دوربین برای افرادی که قصد خرید یک دوربین کامپکت پیشرفته با قابلیت تنظیم دستی عکاسی و نیز افرادی که بیشتر به مسافرت می‌پردازند توصیه می‌شود. این دوربین به همراه مدل هم رده خود یعنی کانن اس ایکس 230 اچ اس معرفی شد و تنها تفاوت SX220 با SX230 در دو مورد زیر می باشد : 
- کانن SX230 HS دارای GPS داخلی می باشد ولی SX220 HS فاقد GPS است
- کانن SX230 HS در رنگ های مشکی و آبی و قرمز تولید می‌شود ولی SX220 HS در رنگ بنفش و نوک مدادی

سایر مشخصات فنی این دو دوربین کاملاً برابر می باشد و هر دو آنها ساخت ژاپن می باشند .

## مشخصات کلی
- وزن: ۲۲۳ گرم
- مشخصات حسگر و تصویر: حسگر BSI-CMOS با کیفیت ۱۲٫۱ مگاپیکسل - تکنولوژی تشخیص چهره - تکنولوژی تشخیص لبخند
- فیلم: ضبط ویدئویی با کیفیت فول اچ دی با سرعت ۲۴ فریم بر ثانیه
- لنز: بزرگنمایی اپتیکال چهارده برابر - زوم اپتیکال در حین فیلمبرداری
- فلاش: داخلی (Pop-Up) با برد ۱۳ متر
- سرعت شاتر: از ۱/۳۲۰۰ ثانیه تا ۱۵ ثانیه
- سرعت عکاسی پیاپی: ۳٫۲ فریم بر ثانیه
- حساسیت سنسور یا ISO: ایزو اتوماتیک و ۱۰۰ و ۲۰۰ و ۴۰۰ و ۸۰۰ و ۱۶۰۰ و ۳۲۰۰
- صفحه نمایش: ۳ اینچ عریض
- کارت حافظه: SD/SDHC/SDXC
- باتری: یون لیتیوم
- فاقد GPS داخلی جهت ثبت تگ جغرافیایی
- رنگ بندی: مشکی - آبی - قرمز